# Bosumtwi

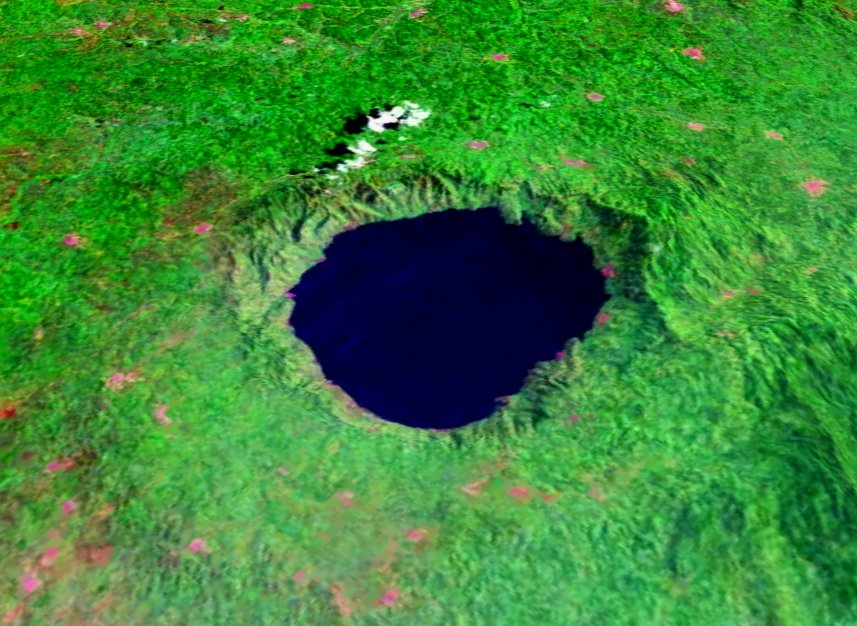
Lake Bosomtwi

Lake Bosomtwi (även Bosomtwe) är Ghanas största naturliga sjö. Sjön är skapad av ett meteoritnedslag och befinner sig en bit utanför Kumasi.